# Taekwondo na Letních olympijských hrách 2008 – ženy nad 67 kg
Taekwondo hmotnostní kategorie ženy nad 67 kg na Letních olympijských hrách 2008 se konalo v Beijing Science and Technology University Gymnasium 23. srpna. Do zápasů nastoupilo 16 žen, které byly omezeny hmotnostním limitem nad 67 kilogramů.  Základní kolo odstartovalo v 11:00, čtvrtfinále v 16:00, semifinále v 17:30, opravné zápasy v 18.30, zápasy o bronzové medaile v 19.30 a finále v 20:30. V Taekwondo se udělují dvě bronzové medaile.

## Účastníci
| *  | Sportovec           | Úspěchy                                                                                    |
| -- | ------------------- | ------------------------------------------------------------------------------------------ |
| 1  | Nina Solheim        | Mistrovství světa 2001 Mistrovství Evropy 2006 Mistrovství Evropy 2008                     |
| 2  | Noha Abd Rabo       |                                                                                            |
| 3  | Che Chew Chan       |                                                                                            |
| 4  | Evgeniya Karimova   |                                                                                            |
| 5  | Lorena Benitez      |                                                                                            |
| 6  | Carmen Marton       |                                                                                            |
| 7  | Natália Falavigna   | Mistrovství světa 2005 Panamerické hry 2007 Mistrovství světa 2001 Mistrovství světa 2007  |
| 8  | Kyriaki Kouvari     |                                                                                            |
| 9  | Khaoula Ben Hamza   |                                                                                            |
| 10 | María Espinozová    | Mistrovství světa 2007 Panamerické hry 2007                                                |
| 11 | Karolina Kedzierska |                                                                                            |
| 12 | Rosana Simon        |                                                                                            |
| 13 | Chen Zhong          | Letní olympijské hry 2004                                                                  |
| 14 | Adriana Carmona     | Panamerické hry 1995 Mistrovství světa 1993 Panamerické hry 1999 Letní olympijské hry 2004 |
| 15 | Nadin Dawani        |                                                                                            |
| 16 | Sarah Stevenson     | Mistrovství světa 2001 Mistrovství světa 2005                                              |

## Zápasy
| Vyřazovací kolo     | Vyřazovací kolo |  |                     | Čtvrtfinále      | Čtvrtfinále |  |  | Semifinále        | Semifinále |  |  | Zápas o zlato    | Zápas o zlato |
|                     |                 |  |                     |                  |             |  |  |                   |            |  |  |                  |               |
| Nina Solheim        | 9               |  |                     |                  |             |  |  |                   |            |  |  |                  |               |
| Noha Abd Rabo       | 3               |  |                     | Nina Solheim     | 3           |  |  |                   |            |  |  |                  |               |
| Che Chew Chan       | 5               |  | Che Chew Chan       | 1                |             |  |  |                   |            |  |  |                  |               |
| Evgeniya Karimova   | 4               |  |                     |                  |             |  |  | Nina Solheim      | (SUP) 2    |  |  |                  |               |
| Lorena Benitez      | 0               |  |                     |                  |             |  |  | Natália Falavigna | 2          |  |  |                  |               |
| Carmen Marton       | 2               |  |                     | Carmen Marton    | 2           |  |  |                   |            |  |  |                  |               |
| Natália Falavigna   | 3               |  | Natália Falavigna   | 5                |             |  |  |                   |            |  |  |                  |               |
| Kyriaki Kouvari     | 1               |  |                     |                  |             |  |  |                   |            |  |  | Nina Solheim     | 1             |
| Khaoula Ben Hamza   | 0               |  |                     |                  |             |  |  |                   |            |  |  | María Espinozová | 3             |
| María Espinozová    | 4               |  |                     | María Espinozová | 4           |  |  |                   |            |  |  |                  |               |
| Karolina Kedzierska | 5               |  | Karolina Kedzierska | 2                |             |  |  |                   |            |  |  |                  |               |
| Rosana Simon        | 4               |  |                     |                  |             |  |  | María Espinozová  | 4          |  |  |                  |               |
| Chen Zhong          | 3               |  |                     |                  |             |  |  | Sarah Stevenson   | 1          |  |  |                  |               |
| Adriana Carmona     | 1               |  |                     | Chen Zhong       | 1 1         |  |  |                   |            |  |  |                  |               |
| Nadin Dawani        | 2               |  | Sarah Stevenson     | 0 2              |             |  |  |                   |            |  |  |                  |               |
| Sarah Stevenson     | 3               |  |                     |                  |             |  |  |                   |            |  |  |                  |               |

## Opravy
|  | 1. kolo             | 1. kolo             | 1. kolo |  |  | Zápas o bronz       | Zápas o bronz       | Zápas o bronz |
|  |                     |                     |         |  |  |                     |                     |               |
|  |                     |                     |         |  |  | Natália Falavigna   | Natália Falavigna   | 5             |
|  | Karolina Kedzierska | Karolina Kedzierska | 5       |  |  | Karolina Kedzierska | Karolina Kedzierska | 2             |
|  | Khaoula Ben Hamza   | Khaoula Ben Hamza   | 4       |  |  |                     |                     |               |

|  | 1. kolo       | 1. kolo       | 1. kolo |  |  | Zápas o bronz   | Zápas o bronz   | Zápas o bronz |
|  |               |               |         |  |  |                 |                 |               |
|  |               |               |         |  |  | Noha Abd Rabo   | Noha Abd Rabo   | 1             |
|  | Noha Abd Rabo | Noha Abd Rabo | 5       |  |  | Sarah Stevenson | Sarah Stevenson | 5             |
|  | Che Chew Chan | Che Chew Chan | 1       |  |  |                 |                 |               |